# Dying in Your Arms
Dying in Your Arms – czwarty singel amerykańskiej grupy muzycznej Trivium.

## Lista utworów
1. "Dying in Your Arms" (Video Mix) – 3:05
2. "Blinding Tears Will Break the Skies" – 5:10
3. "Washing Away Me in the Tides" – 3:48

## Twórcy
- Matt Heafy – śpiew, gitara
- Travis Smith – perkusja
- Corey Beaulieu – gitara
- Paolo Gregoletto – gitara basowa
- Jason Suecof – produkcja
- Andy Sneap – miksowanie